# Comuna Markovci
Markovci (Občina Markovci) este o comună din Slovenia, cu o populație de 3.798 de locuitori (2002).

## Localități
Borovci, Bukovci, Markovci, Nova vas pri Markovcih, Prvenci, Sobetinci, Stojnci, Strelci, Zabovci